# Lago Nonnenmattweiher
El lago Nonnenmattweiher (en alemán: Nonnenmattweiher See) es un lago situado en la Selva Negra, en la región administrativa de Lörrach —muy cerca de la frontera con Francia y Suiza—, en el estado de Baden-Württemberg (Alemania), a una elevación aproximada de 1000 metros; tiene un área de 71 hectáreas. 

## Historia del lago
El lago era originalmente un circo glaciar durante la Edad de Hielo, y posteriormente fue llenado de agua durante la Edad Media, y a su alrededor creció mucha turbera.